# 20740 Sémery
(20740) Sémery, denumire internațională (20740) Semery, este un asteroid din centura principală de asteroizi.

## Descriere
20740 Sémery este un asteroid din centura principală de asteroizi. A fost descoperit pe 13 decembrie 1999 la Stația Anderson Mesa în cadrul programului LONEOS. Asteroidul prezintă o orbită caracterizată de o semiaxă mare de 3,14 ua, o excentricitate de 0,16 și o înclinație de 6,5° în raport cu ecliptica.